# Косолапов, Валерий Алексеевич
Валерий Алексеевич Косолапов (10 июня 1910, Ардатов — 3 мая 1982, Москва) — советский деятель культуры, редактор, критик, писатель. Заслуженный работник культуры РСФСР.

## Биография
Окончил Горьковский пединститут (1932). С 1936 года — инспектор, заместитель заведующего сектором школ Горьковского облоно.
С октября 1941 — секретарь партбюро Отдельного сапёрного батальона Московской зоны обороны, с февраля 1942 — инструктор по пропаганде политотдела 3-й сапёрной армии, с сентября 1942 — агитатор политуправления МВО. С октября 1946 — начальник отдела журналов и литературы Главпура. Уволен в запас в 1948.
После войны — консультант отдела пропаганды ЦК КПСС, ответственный секретарь, с начала 1950-х годов заместитель главного редактора, потом 26-й главный редактор «Литературной газеты» (1960—1962), глава издательства «Художественная литература», главный редактор журнала «Новый мир» (1970—1974).
Уволен с поста главного редактора «Литературной газеты» за выпуск номера с поэмой Евгения Евтушенко «Бабий Яр».
Похоронен на Кунцевском кладбище.

## Увековечнье памяти
- Евгений Евтушенко посвятил В. А. Косолапову стихотворение «Красивые глаза», в котором поэт описал обстоятельства выхода в свет поэмы «Бабий Яр»:

А Косолапов улыбнулся мне.

Искрилось в нём

крестьянское лукавство,

а это самолучшее лекарство

от страха

в так запуганной стране:

«Да,

не соскучится с тобою

государство…

Ты обожди.

Я позвоню жене».

«Зачем жене?» —

был мой вопрос невольный

от робко предвкушаемого «ЗА».

«Да потому что буду я уволен».

«За что?» —

«Да за красивые глаза».